# Mercè Torrents i Bertrana
Mercè Torrents i Bertrana (Folgueroles, 8 d'agost de 1928 - Barcelona, 15 de març de 1999) fou una pedagoga i escriptora catalana.

## Biografia
Mercè Torrents va néixer a Folgueroles en una família amb molts germans. De ben petita la van enviar a estudiar a Barcelona, on es va formar com a mestra i obtingué el títol el 1951. Va començar a exercir la professió com a mestra en una escola unitària de Tavèrnoles (Osona). Posteriorment, es llicencià en pedagogia (1959) i filosofia (1962), marxant a mitjans dels anys seixanta a Alemanya, on amplià estudis de pedagogia comparada. Comptà amb una beca d'investigació del CSIC i treballà en diferents centres d'ensenyament mitjà. Va exercir de professora de magisteri i de professora ajudant a la Universitat de Barcelona. Així mateix assessorà diverses institucions públiques i privades en el terreny de l'orientació professional i vocacional, en l'atenció a alumnes amb dificultats.
Va impartir nombroses xerrades sobre educació en cicles de conferències en diferents municipis, en els quals també participaren personalitats rellevants de la psicopedagogia com Lluís Folch i Camarasa o Jeroni de Moragas. A principis dels seixanta entrà com a assessora de literatura infantil a Lumen. En aquesta editorial, dirigida per la seva amiga Esther Tusquets, s'ocupà també de l'edició catalana del llibre Els Drets dels Infants i hi publicà els sis volums d'Els contes de la Mercè (també traduïts al castellà), uns relats deliciosos de la infantesa d'una nena de poble. Més endavant, ja als anys vuitanta, dirigí la col·lecció “Renovación Pedagógica” de l'Editorial GEDISA i també col·laborà en la publicació de diferents títols d'Eumo editorial.
La seva empremta pedagògica s'articulà al voltant del treball com a directora pedagògica de l'Escola Bellesguard de Barcelona, una escola en què Torrents era molt més que la directora pedagògica, on va empènyer idees i pràctiques –algunes pròpies de l'Escola Nova i d'altres de singulars i de collita pròpia– que més endavant va recollir en el volum L'escola sobre mínims, juntament amb Carme Torrents. El 1977 començà a col·laborar amb l'Escola de Mestres Balmes de Vic, institució que començava una trajectòria que desembocaria en l'actual Universitat de Vic-Universitat Central de Catalunya. Hi va fer classes des de la fundació del centre fins que va morir, a la primavera del 1999. Va crear l'anomenat "Taller de Psicopedagogia", un espai de debat plural i heterodox, on intervenien no només persones del camp educatiu sinó també de tots els altres àmbits, especialment artístics i intel·lectuals, on es plantejaven reflexions i propostes per a la millora de la formació personal i professional dels mestres i va impartir docència, sobretot en el camp de la filosofia de l'educació.
La biblioteca de la pedagoga i professora Mercè Torrents i una part de l'arxiu de l'Escola Bellesguard, de la qual va ser fundadora i directora fins que va morir, es troba a la Biblioteca de la Universitat de Vic.

## Títols publicats
- Els drets dels nens. Barcelona: Lumen, 1989
- Aprendre a ensenyar a aprendre. Vic: Eumo, 1988
- Històries de la Mercè (6 títols). Barcelona: Lumen, 1981 (infantil)
- Per una escola sobre mínims. Aplec de recursos educatius, 1991 (juntament amb MC Torrents Buxó)